# Козаровичі (археологічна пам'ятка)
Козаровичі — багатошарова археологічна пам'ятка.

## Розташування та дослідження
Розташована на правому березі Київського водосховища, поблизу сіл Козаровичі і Глібівка Вишгородського району Київської області.

### Дослідження
Поселення було відкрито випадково після утворення Київського водосховища. Води почали підмивати берег, і він в деяких місцях обвалився. Перед археологами постала дивовижна споруда у вигляді кільцевих ровів і валів діаметром 60 метрів періоду Трипілля. Професор Юрій Шилов вважає, що це було не укріплення, а прадавня обсерваторія[неавторитетне джерело]. Археологічні дослідження велися тут впродовж 1966–1972 років.

### Загальна характеристика
Розкопано:
1. велике пізньотрипільське поселення (3 тисячоліття до н. е.) з укріпленою частиною, що має в діаметрі близько 60 м і огороджена ровом;
2. могильник бронзової доби середини 2 тисячоліття  до н. е. (10 поховань-трупопокладень);
3. могильник милоградської культури середини 1 тисячоліття до н. е. (2 трупопокладення);
4. поселення й могильник київської культури 3 століття н. е. (6 жител, 15 трупоспалень);
5. селище та могильник доби Київської Русі 11—13 століть (3 житла, 56 поховань).